# Gmina Żelechlinek
Gmina Żelechlinek je polská vesnická gmina v okrese Tomaszów Mazowiecki v Lodžském vojvodství. Sídlem správy gminy je ves Żelechlinek.
V roce 2017 zde žilo 3 316 obyvatel. Gmina má rozlohu 92,01 km² a zabírá 8,97 % rozlohy okresu.

## Částí gminy
StarostenstvíBukowiec, Czechowice, Czerwonka, Dzielnica, Feliksów, Gutkowice, Józefin, Karolinów, Kopiec, Lesisko, Łochów, Naropna, Radwanka, Sokołówka, Stanisławów, Staropole, Teklin, Żelechlin, Żelechlinek
Sídla bez statusu starostenstvíBrenik, Budki Łochowskie, Chociszew, Gawerków, Gutkowice-Nowiny, Ignatów, Janów, Julianów, Lucjanów, Łochów Nowy, Modrzewek, Nowe Byliny, Nowiny, Petrynów, Sabinów, Świniokierz Dworski, Świniokierz Włościański, Władysławów, Wola Naropińska, Wolica

## Sousední gminy
| Růžice kompasu | Jeżów        | Głuchów           | Rawa Mazowiecka | Růžice kompasu |
| Růžice kompasu | Koluszki     | Sever             | Czerniewice     | Růžice kompasu |
| Růžice kompasu | Koluszki     | Gmina Żelechlinek | Czerniewice     | Růžice kompasu |
| Růžice kompasu | Koluszki     | Jih               | Czerniewice     | Růžice kompasu |
| Růžice kompasu | Budziszewice | Lubochnia         |                 | Růžice kompasu |